# Maracanã (kommun)
Maracanã är en kommun i Brasilien.   Den ligger i delstaten Pará, i den nordöstra delen av landet, 1 700 km norr om huvudstaden Brasília. Antalet invånare är 28 376. Arean är 855 kvadratkilometer.
Terrängen i Maracanã är mycket platt.
Följande samhällen finns i Maracanã:
- Maracanã

I omgivningarna runt Maracanã växer i huvudsak städsegrön lövskog. Runt Maracanã är det ganska glesbefolkat, med 43 invånare per kvadratkilometer.